# Chlorure de mercure(I)
Cet article concerne le composé chimique. Pour le minéral, voir calomel. Pour les articles homonymes, voir Chlorure de mercure.
Le chlorure de mercure(I) ou chlorure mercureux est un composé inorganique du mercure et du chlore, de formule chimique Hg2Cl2. Il est encore souvent appelé « calomel », du nom de son minéral naturel.
Longtemps utilisé comme médicament, il est aujourd'hui surtout employé comme électrode de référence pour le titrage des solutions aqueuses.

## Utilisation

### Chimie
Le calomel est utilisé en électrochimie pour la fabrication d'électrodes au calomel saturées (ECS). Le potentiel de cette électrode vaut : E° = 0,244 V à 25 °C, dans le chlorure de potassium (KCl) saturé. On utilise les ECS comme électrodes de référence lors de nombreux titrages potentiométriques (mesure du pH…). Dans certains cas, comme durant les titrages de solutions contenant des ions argent, on est obligé de protéger l'électrode au calomel saturée pour éviter toute réaction entre ces ions métalliques et les ions chlorure du KCl saturé de l'électrode qui la rendrait inutilisable (formation de précipité dans le corps de l'électrode). On protège alors le bout trempant dans la solution par une allonge contenant du nitrate de potassium. On peut également utiliser d'autres électrodes de référence comme celle au sulfate mercureux.
Les monocristaux de calomel ont de nombreuses applications[Lesquelles ?].

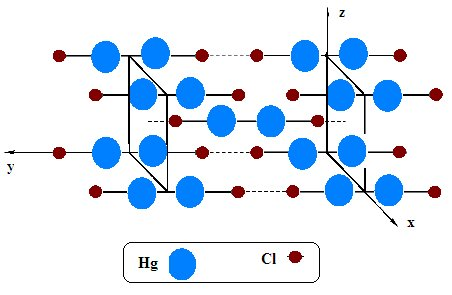
Réseau cristallin du calomel

### Médecine
- Le calomel est toxique par ingestion, inhalation et par contact.

- Le calomel a eu des usages médicaux : dans son célèbre Cours de chymie (1675, puis une douzaine d’éditions jusqu’en 1730), Lémery donne la préparation du calomel, sous le nom de mercure sublimé doux ou Aquila alba. Il indique « Son usage est pour toutes sortes de maladies vénériennes. Il est désobstructif et il tue les vers…Il purge doucement par les selles ». Le chirurgien militaire Augustin Belloste[5] (1654-1730) redécouvre fortuitement en 1681, l’efficacité des pilules mercurielles purgatives contre la syphilis. Aux États-Unis, l'interdiction de son usage par William A. Hammond pendant la Guerre de Sécession provoqua chez ses collègues une levée de boucliers qu'on appela la « Rébellion du calomel ».

- Le calomel était aussi un ingrédient couramment utilisé pour traiter les symptômes de la poussée dentaire des enfants, jusqu'en 1954 en Grande-Bretagne. Ceci fut la cause d'empoisonnement au mercure à grande échelle sous forme d'acrodynie, qui avait à l'époque un taux de mortalité de 1 sur 10[6].

Déjà très malade depuis deux ans, Napoléon Ier a succombé, le 5 mai 1821, des suites du « traitement de cheval » au calomel infligé par le médecin écossais Archibald Arnott, une dose de 10 grains de calomel alors que la dose normale aurait été de un à deux grains, ce qui provoque une sévère hémorragie stomacale qui sera fatale au malade.
- Plus récemment, en 1995-1996, des cas d'intoxications mercurielles dues à la présence de calomel ont été rapportés aux États-Unis près de la frontière mexicaine. Le produit incriminé est une crème de beauté fabriquée à Mexico. Des analyses ont montré qu'elle contenait près de 8 % de mercure en masse. L’étiquette de cette crème mentionnait la présence de calomel comme ingrédient.